# Кейлъб Маклафлин
Кейлъб Реджиналд Маклафлин е американски актьор. Той получава признание за изпълнението си в сериала „Странни неща“ като Лукас Синклеър. Маклафлин започва кариерата си на сцената на Бродуей като малкия Симба в мюзикъла „Цар лъв“ и след това малки телевизионни роли. След навлизането в „Странни неща“ той се появява във филми като „Високо летяща птица“ и „Бетонен каубой“ – първата му главна роля в игрален филм. Работата му включва също минисериала „Историята на новото издание“ и различни телевизионни роли за озвучаване.

## Ранен живот
Маклафлин израства в Кармел, Ню Йорк. Посещава началното училище в Кент, а по-късно учи една година в гимназията „Джордж Фишер“. Посещава уроци по танци в рамките на година в „Happy Feet Dance School“ в Кармел, Ню Йорк, а след това една посещава Seven Star School of Performing Arts в Брустър, Ню Йорк. Учи в Харлемското училище по изкуствата при Обри Линч, бивш продуцент на „Цар лъв“.

## Кариера

### Актьорство
Първата актьорска роля на Маклафлин като дете е в операта „Изгубени в звездите“ в Купърстаун, Ню Йорк, в Glimmerglass Opera House. Първата главна роля на Маклафлин е в ролята на младия Симба на Бродуей в продължение на три години от 2012 до 2015 г. След това той има гост-звездни роли в телевизионни сериали като: „Закон и ред: Специални жертви“, „Незабравимо“, „Завинаги“, „Какво бихте направили вие?“ и „Нюанси на синьото“. През 2016 г. преломната роля на Маклафлин идва като влиза в ролята на Лукас Синклеър в хитовия сериал на Нетфликс „Странни неща“. През 2017 г. Маклафлин е номиниран за наградата BET YoungStars, а през 2018 г. печели награда за изключителна младежка роля на наградите NAACP Image Awards. През 2020 г. Маклафлин дебютира в пълнометражен филм в „Бетонен каубой“ с участието на Идрис Елба и Джарел Джером. Официалната световна премиера на филма е на филмовия фестивал в Торонто на 15 септември 2020 г., като предизвиква одобрение и положителни отзиви.

### В медиите
През декември 2020 г. Маклафлин е включен като носител на отличие в списъка на Forbes 30 Under 30 Class of 2021 в областта на Холивуд и развлечения.

### Застъпничество
Маклафлин е инициатор на кампаниите в социалните медии #EmbraceYourFace (Прегърни се) и #BeYourBiggestFan (Бъди своя най-голям фен), които насърчават здравословния образ на тялото, позитивността и самочувствието. Маклафлин заявява: „Да се чувстваш добре със себе си е здравословно. То винаги започва първо от вас, преди да стигне до някой друг... Трябва да се научите да обичате и оценявате себе си и да отделите това време, за да го направите“. През 2020 г. Маклафлин също така насърчава хората да гласуват на президентските избори в САЩ през 2020 г., като публикува видео в официалния си профил в Instagram с връзки към организацията с нестопанска цел Vote.org.

## Филмография

### Филм
| година | Заглавие                        | Роля            | Бележки           |
| ------ | ------------------------------- | --------------- | ----------------- |
| 2012 г | Noah Dreams of Origami Fortunes | Ноа             | Късометражен филм |
| 2019 г | High Flying Bird                | Дарий           |                   |
| 2020 г | Concrete Cowboy                 | Колтрейн „Коул“ |                   |
| 2023 г | Shooting Stars                  | Дрю Джойс III   | Заснемане         |

### Телевизия
| година        | Заглавие                                  | Роля                       | Бележки                                                                              |
| ------------- | ----------------------------------------- | -------------------------- | ------------------------------------------------------------------------------------ |
| 2013          | Закон и ред: Отдел за специални жертви    | хлапе                      | Епизод: „Роден психопат“                                                             |
| 2013          | Незабравим                                | По-голям брат              | Епизод: „Нови сто“                                                                   |
| 2014 г        | Завинаги                                  | Алехандро                  | Епизод: The Pugilist Break                                                           |
| 2015 г        | Какво би направил?                        | Приемно дете               | Сезон 10 ; Епизод 2                                                                  |
| 2015 г        | Миналата седмица тази вечер с Джон Оливър | себе си                    | Епизод: „Окръг Колумбия“                                                             |
| 2016 г        | Нюанси синьо                              | Джей-Джей                  | 3 епизода                                                                            |
| 2016 г        | Синя кръв                                 | Тони Лейн                  | Епизод: „За общността“                                                               |
| 2016–настояще | Странни неща                              | Лукас Синклър              | Главна роля                                                                          |
| 2017 г        | Историята на новото издание               | Рики Бел (възраст 10 – 15) | 3 епизода                                                                            |
| 2017 г        | Битка за синхронизиране на устни          | себе си                    | Епизод: The Cast of Stranger Things                                                  |
| 2018 г        | Крайно пространство                       | Младият Гари (глас)        | Епизод: „Глава 4“                                                                    |
| 2018 – 2021 г | Летен лагер остров                        | призрак (глас)             | 4 епизода                                                                            |
| 2021 г        | Ultra City Smiths                         | Тревър Джонсън (глас)      | 6 епизода                                                                            |
| 2022 г        | The Boys Presents: Diabolical             | Мо-Сло (глас)              | Епизод: „Анимационен късометражен филм, в който ядосаните мъже убиват родителите си“ |

### Уеб сериали
| година | Заглавие             | Роля    | Бележки                                                         |
| ------ | -------------------- | ------- | --------------------------------------------------------------- |
| 2019 г | Сбиване със звездите | себе си | Епизод: Brawl with the Stars (с Фин Улфхард и Кейълб Маклафлин) |

### Музикални видеоклипове
| година | Заглавие                                                 | Художник    | Бележки |
| ------ | -------------------------------------------------------- | ----------- | ------- |
| 2017 г | Откриване на наградите Златен глобус 2017 на Джими Фалън | Джими Фалън |         |
| 2017 г | „Дядо Коледа идва при нас“                               | Сия         |         |

### Сцена
| година      | Заглавие                           | Роля       | Място на провеждане                 | Бележки           |
| ----------- | ---------------------------------- | ---------- | ----------------------------------- | ----------------- |
| 2012 – 2014 | Цар Лъв                            | Млад Симба | Минскоф театър                      | Замяна на Бродуей |
| 2015 г      | Боядисаните скали в Револвър Крийк | Боки       | Център за подписи на Пършинг Скуеър | Оф-Бродуей        |

## Награди и номинации
| година | награда                               | Категория                                                                                      | Номинирана работа | Резултат  | Изт.   |
| ------ | ------------------------------------- | ---------------------------------------------------------------------------------------------- | ----------------- | --------- | ------ |
| 2017 г | Награди за млад артист                | Най-добро изпълнение в цифров телевизионен сериал или филм – актьор тийнейджър                 | Странни неща      | Номиниран | [ 18 ] |
| 2017 г | Награди на Гилдията на актьорите      | Изключително представяне на ансамбъл в драматичен сериал                                       | Странни неща      | Спечелен  | [ 19 ] |
| 2017 г | Награди BET                           | Награда YoungStars                                                                             | Странни неща      | Номиниран | [ 20 ] |
| 2018 г | Награди за изображения на NAACP       | Изключително представяне на младеж (сериал, специален, телевизионен филм или ограничен сериал) | Странни неща      | Спечелен  | [ 21 ] |
| 2018 г | Награди на Гилдията на актьорите      | Изключително представяне на ансамбъл в драматичен сериал                                       | Странни неща      | Номиниран | [ 22 ] |
| 2018 г | Филмови и телевизионни награди на MTV | Най-добър екип на екрана (с Gaten Matarazzo, Фин Улфхард, Ноа Шнап и Сейди Синк )              | Странни неща      | Номиниран | [ 23 ] |
| 2019 г | Награди Nickelodeon Kids' Choice      | Любима мъжка телевизионна звезда                                                               | Странни неща      | Номиниран | [ 24 ] |
| 2019 г | Teen Choice Awards                    | Избор на летен телевизионен актьор                                                             | Странни неща      | Номиниран | [ 25 ] |
| 2020 г | Награди на Гилдията на актьорите      | Изключително представяне на ансамбъл в драматичен сериал                                       | Странни неща      | Номиниран | [ 26 ] |
| 2021 г | Награди Black Reel                    | Изключително пробивно представяне при мъжете                                                   | Бетонен каубой    | Номиниран | [ 27 ] |